# Magatartásból elégtelen
A Magatartásból elégtelen (Zéro de conduite) fekete-fehér francia film Jean Vigo rendezésében.
A film egy vidéki bentlakásos iskolában játszódik, ahol a növendékek fellázadnak a korlátolt nevelési módszerek ellen. Az egyszerű történet epizódjait Jean Vigo rendező némafilmes módszerrel, feliratokkal vezette be: Vége a vakációnak, Élet az internátusban, Összeesküvés, Vasárnap, Másnap reggel.

## A film ismertetése
Kezdődik a tanév. Két kisdiák vonaton érkezik, velük együtt száll le az új, fiatal tanító is, az állomáson egy másik nevelő és diákok várják. Az internátusban katonai fegyelem uralkodik. A hálóteremben a reggeli ébresztőnél mindent vezényszóra, tapsra kell csinálni. Megszokott fegyelmező eszköz a pofon, a bezárás, az önkényesen kiosztott elégtelen osztályzat, és ami vele jár: a vasárnapi kimenő megvonása. A nevelők visszaélnek helyzetükkel, egyikük meglopja a diákokat, másikuk perverz hajlamait igyekszik kiélni; a fiatal tanító bohókás, csak saját magára figyel, de legalább nem hatalmaskodó. Az önkény ellen a két barát, akikre amúgyis "pikkelnek" a nevelők, összeesküvést sző; egyik társukat a nevelők besúgásra próbálják rávenni, ám végül – egy újabb megaláztatás után – ő is a lázadás egyik vezetője lesz. Tervük a hálóteremben örömmámort és eszeveszett párnacsatát vált ki. Az ünnep reggelén a diákok zászlót tűznek ki az épület falára, az iskolaudvaron ünnepélyre gyülekezőket a padlásról könyvekkel dobálják meg. Az utolsó jelenetben a gyerekek vezérei győztesekként indulnak felfelé a háztetőn: ha csak jelképesen is – elérték céljukat. 
A filmben nem annyira az irreálisnak tűnő történet, mint inkább a témaválasztás, a környezet és annak ábrázolásmódja érdekes. Az önkényeskedő nevelők maróan szatirikus ábrázolása Jean Vigo állásfoglalását egyértelműen jelzi. Az igazgató groteszk, szakállas törpe; az egyik cvikkeres, kövér tanár mellett szemléltető eszközként egy csontváz látható; az álmatag fiatal tanító mögül a sétán egymás után szökdösnek el a diákok – a jelenetet egyébként François Truffaut is megrendezte Négyszáz csapás című filmjében. A gyerekek sorsát és lázadását Vigo lírai együttérzéssel rajzolja meg. Ez már a film elején is kiviláglik, ahogy a két barát a szegényes vonatfülkében előkotorja féltett kincseit. A film talán leghíresebb jelenete a hálótermi párnacsata, a tollfelhőben önfeledten ugráló gyerekek lassított felvétellel készült, álomszerűen lebegő ábrázolása. 

### Főbb szereplők
- Jean Dasté – Huguet felügyelő
- Robert Le Flon – Parrain felügyelő
- Louis Lefebvre, Gilbert Pruchon, Gérard de Bédarieux – diákok.

## Filmtörténet
A filmet Jean Vigo 1932-ben, saját gyerekkori élményeinek felhasználásával készítette, a jelenetek legnagyobb részét valós helyszínen, egykori internátusában (Saint-Cloud-ban) forgatta. A forgatókönyv néhány jelenetét pénzhiány miatt már nem tudta felvenni, így művét kissé töredékesen fejezte be. A következő évben megtartott bemutató nem sok jót hozott: néhány vetítés után a filmet a cenzúra betiltotta, vetítését csak 12 év múlva, az ország felszabadulása után engedélyezték. 
Az iskola, a gyermekkori emlékek ilyen közvetlen alkotói újrateremtésére később is, – részben Vigo nyomán – az ún. szerzői film (le cinema d'auteur) híveinél találunk példát. François Truffaut említett műve a legismertebb, filmjének második fele szintén egy rossz emlékű nevelőintézetben játszódik. A magyar filmművészetben Sándor Pál kisjátékfilmje (Nagyfülű) vagy az ismertebbek közül például Gothár Péter Megáll az idő című alkotása is ebbe a vonulatba sorolható.